# Lampaden
Lampaden ist eine Ortsgemeinde im Landkreis Trier-Saarburg in Rheinland-Pfalz. Sie gehört der Verbandsgemeinde Saarburg-Kell an.

## Geographie
Ortsteile sind die Weiler Obersehr, Niedersehr und Geisemerich. Zu Lampaden gehören zudem die Wohnplätze Buchenhof, Hubertushof, Kredenfelderhaus, Lampadenermühle, Lindenhof, Schiffbrunnenhof und Wernerhof.

## Geschichte
Überreste einer keltischen Fliehburg und Schutt aus römischer Zeit legen eine Besiedlung des Ortes seit vor- bzw. frühgeschichtlicher Zeit nahe. Der fränkische König Zwentibold vermachte das Gebiet um 900 der Benediktinerabtei St. Matthias in Trier.
Bei Lampaden standen im Zweiten Weltkrieg die einzigen zwei V3, die gegen ein Ziel eingesetzt wurden: Von hier aus wurde von Dezember 1944 bis Januar 1945 die Stadt Luxemburg beschossen. Die Geschütze waren an der Ruwer, entlang eines heutigen Forstwirtschaftswegs installiert. Schwere Kämpfe im Ausklang des Weltkrieges am benachbarten Dreikopf kosteten hier unzähligen Soldaten das Leben.
Bevölkerungsentwicklung
Die Entwicklung der Einwohnerzahl von Lampaden, die Werte von 1871 bis 1987 beruhen auf Volkszählungen:
| Jahr | Einwohner |
| ---- | --------- |
| 1815 | 270       |
| 1835 | 305       |
| 1871 | 385       |
| 1905 | 442       |
| 1939 | 504       |
| 1950 | 503       |
| 1961 | 512       |

| Jahr | Einwohner |
| ---- | --------- |
| 1970 | 530       |
| 1987 | 522       |
| 1997 | 536       |
| 2005 | 532       |
| 2011 | 575       |
| 2017 | 566       |
| 2023 | 545       |

## Politik

### Gemeinderat
Der Ortsgemeinderat in Lampaden besteht aus zwölf Ratsmitgliedern, die bei der Kommunalwahl am 9. Juni 2024 in einer personalisierten Verhältniswahl gewählt wurden, und dem ehrenamtlichen Ortsbürgermeister als Vorsitzendem.
Die Sitzverteilung im Ortsgemeinderat:
| Wahl   | CDU               | WGM m             | WG2 2             | WG3 3             | Gesamt   |
| ------ | ----------------- | ----------------- | ----------------- | ----------------- | -------- |
| 2024   | 4                 | 3                 | 5                 | –                 | 12 Sitze |
| 2023 * | 3                 | 2                 | 6                 | 1                 | 12 Sitze |
| 2019   | 5                 | 5                 | 2                 | –                 | 12 Sitze |
| 2014   | 5                 | 4                 | 3                 | –                 | 12 Sitze |
| 2009   | per Mehrheitswahl | per Mehrheitswahl | per Mehrheitswahl | per Mehrheitswahl | 12 Sitze |

### Ortsbürgermeister
Klaus-Jürgen Treinen (CDU) wurde am 30. September 2024 Ortsbürgermeister von Lampaden. Bei der Direktwahl am 9. Juni 2024 hatte er sich mit einem Stimmenanteil von 63,5 % gegen den Amtsinhaber durchgesetzt.
Treinens Vorgänger Martin Marx hatte das Amt seit Juli 2014 inne, zuvor Ewald Hermesdorf (CDU) seit 1994.

### Wappen
| Wappen von Lampaden | Blasonierung: „Unter silbernem Schildhaupt, darin ein rotes Balkenkreuz, in Schwarz ein goldener Abtstab und eine goldene Axt gekreuzt, belegt mit einer silbernen Ölleuchtenkanne.“ |
| Wappen von Lampaden | Das Wappen wurde von Karl Heinz Brust entworfen und am 10. Februar 1983 genehmigt. Das Schildhaupt referenziert auf die ehemalige Zugehörigkeit zum Kurfürstentum Trier. Der Abtstab und die Axt sind an Motive in einem alten Siegel angelehnt, das bis dato von der Abtei S. Matthias in Trier geführt wird. Die Ölleuchtenkanne („Lampe“) verweist redend auf den Ortsnamen „Lampaden“. Sie steht sinnbildlich für die ehemalige Abgabe von Lampenöl zum Unterhalt der Kirchenleuchten. |

### Gemeindepartnerschaft
Seit 1985 besteht eine Partnerschaft mit der Gemeinde Cocheren in Frankreich.

## Sehenswürdigkeiten

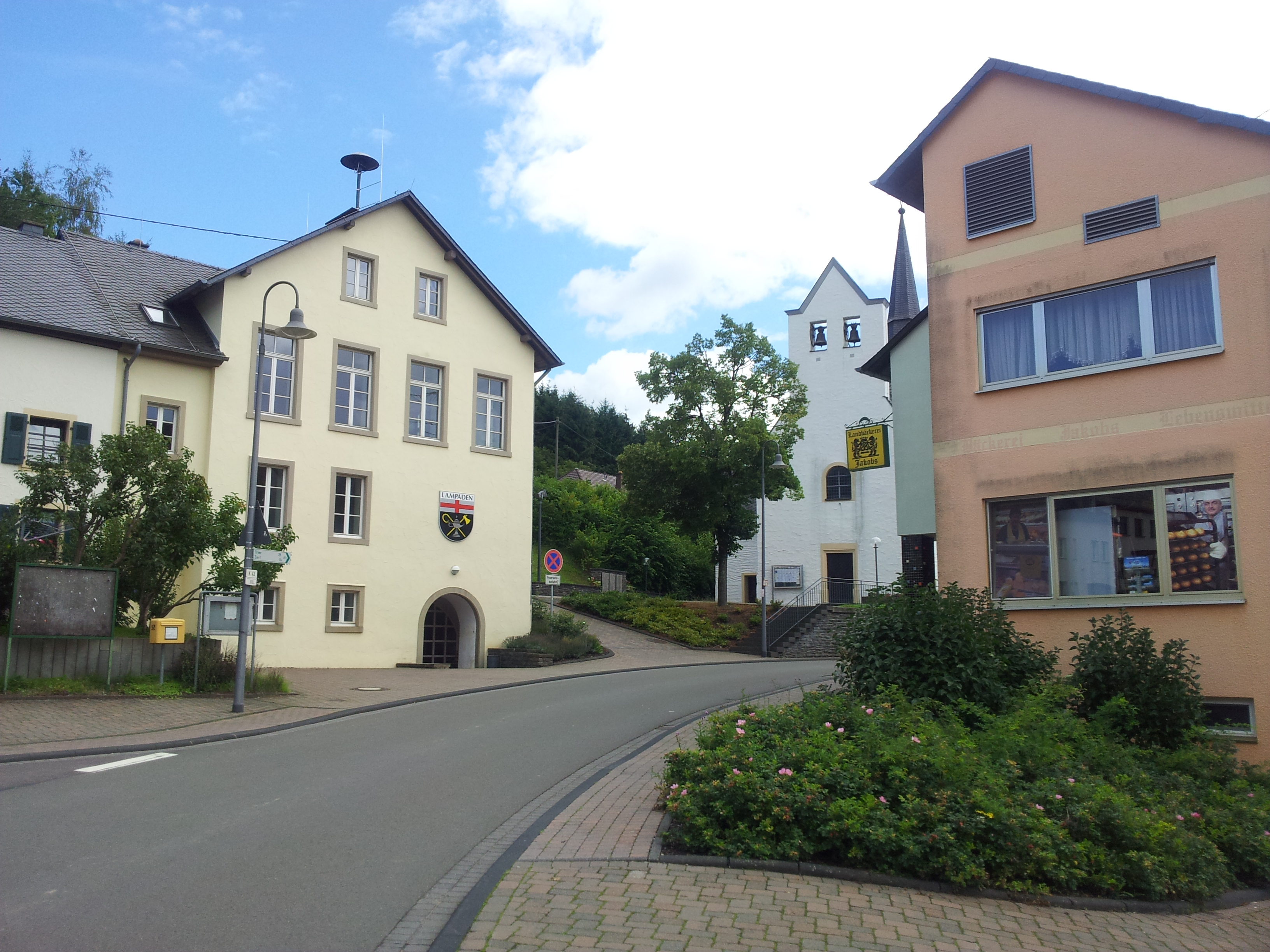
Ortsmitte Lampaden mit St. Quintin und Gemeindehaus

Die in den 1950er Jahren errichtete katholische Pfarrkirche St. Quintin geht auf eine 1148 genannte romanische Vorgängerkirche zurück, von der im westlichen Bereich Teile erhalten sind.
Während einer Straßenerweiterung von 2007 bis 2008 wurde der Dorfplatz mit einem Dorfbrunnen ausgestattet.

Siehe auch: Liste der Kulturdenkmäler in Lampaden

## Verkehr und Infrastruktur
Es besteht eine Busverbindung der Linie 207 von Trier nach Losheim am See mit je vier bis fünf Fahrten pro Richtung. Der Bus benutzt dabei größtenteils die etwa fünf Kilometer entfernte Bundesstraße 268.
Der ehemalige Bahnhof Lampaden an der stillgelegten Ruwertalbahn lag auf der Gemarkung von Schillingen in der Nähe der Burg Heid.
Auf der ehemaligen Bahntrasse verläuft heute der Ruwer-Hochwald-Radweg.
Im Ortszentrum befindet sich die Landbäckerei Jakobs, die auch einen kleinen Lebensmittelladen betreibt. Die Bäckerei dient auch der Nahversorgung vieler umliegender Gemeinden und verfügt über einen lokalen Lieferservice.

## Persönlichkeiten
- In Lampaden lebte der Schriftsteller und Journalist Hans Muth (1944–2022), der unter seinem Pseudonym Hannes Wildecker auch Kriminalromane, unter anderem in der Reihe „Tatort Hunsrück“ schrieb.[19]

- Die SPD-Politikerin und Unternehmerin Verena Hubertz (* 1987), die seit 2025 Bundesministerin für Wohnen, Stadtentwicklung und Bauwesen ist, wuchs unter anderem in Lampaden auf.[20]